# René Barbier (vívó)
René Barbier (Dijon, 1891. március 4. – Pully, 1966. február 14.) olimpiai ezüstérmes francia párbajtőrvívó.